# 노르웨이 공산당
노르웨이 공산당(노르웨이어: Norges Kommunistiske Parti)은 노르웨이의 공산주의 정당이다.
1923년 노르웨이 노동당의 코민테른 탈퇴에 반발한 강경파가 탈당하여 세웠다. 초기에 여러 명의 국회의원과 노동조합을 포섭하고 상당한 세력을 형성하였으나 1924년 총선에서 6.1%의 득표율에 그치며 노동당과 사민노동당보다 뒤쳐졌고, 1927년 코민테른의 지시에 따라 사민주의자를 적으로 선언하고 노동당을 공격하는 등 극단화되며 1930년대에 들어서는 정치계에서 거의 소외되었다.
1940년 독일의 노르웨이를 침공 당시 게릴라와 사보타주 등 적극적인 저항활동을 하였고, 이 덕에 1945년 종전 이후 잠시 인기가 높아져 연립정부에 참여하기도 하였으나 곧 냉전이 시작되며 집권여당이던 노동당 정부가 공산당과 완전히 결별하자 다시 인기를 잃었다. 긴 역사에도 불구하고 1961년 이래로 노르웨이 공산당은 어떠한 선거에서도 의석을 얻지 못하고 있다.

## 같이 보기
- 노르웨이 노동당